# Niegardów-Kolonia
Niegardów-Kolonia est une localité polonaise de la gmina de Koniusza, située dans le powiat de Proszowice en voïvodie de Petite-Pologne.